# The Girl from Montana
The Girl from Montana je americký němý film z roku 1907. Režisérem je Gilbert M. Anderson (1880–1971). Film měl premiéru 14. března 1907.

## Děj
Film zachycuje mladý pár, který je rozdělen gangem tvrďáků. Gang se rozhodne muže oběsit, ale jeho dívka ho zachrání.